# Treibgut

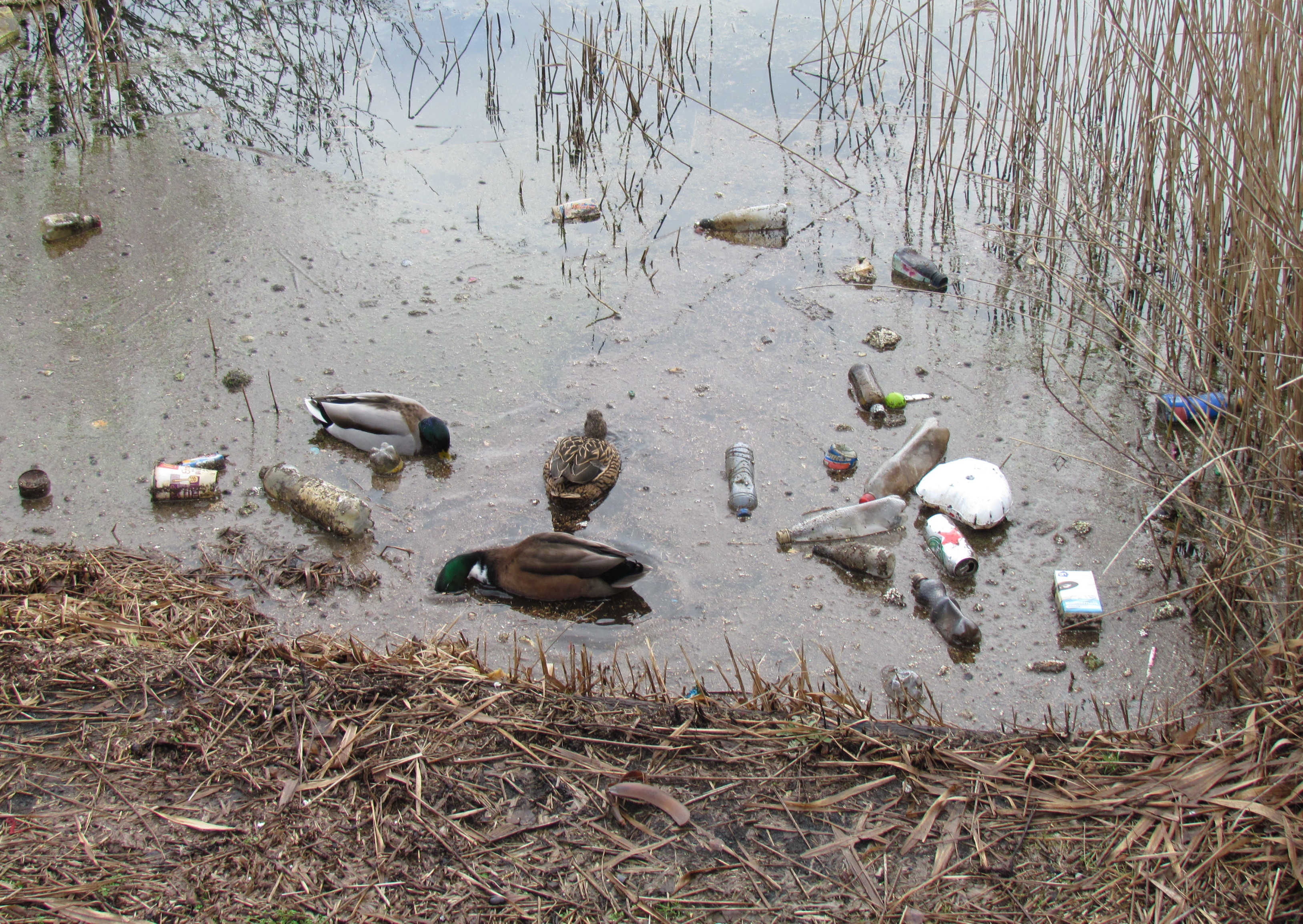
Treibgut beinhaltet Dinge, die durch den Menschen ins Wasser gelangten (beispielsweise Kunststoff), aber auch natürliche Objekte (beispielsweise Seetang, Seegras)

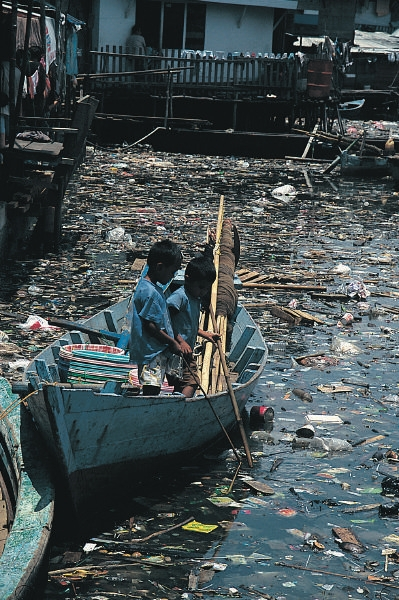
Durch menschlichen Müll verursachtes Treibgut ist die sichtbarste Form der Verschmutzung der Ozeane

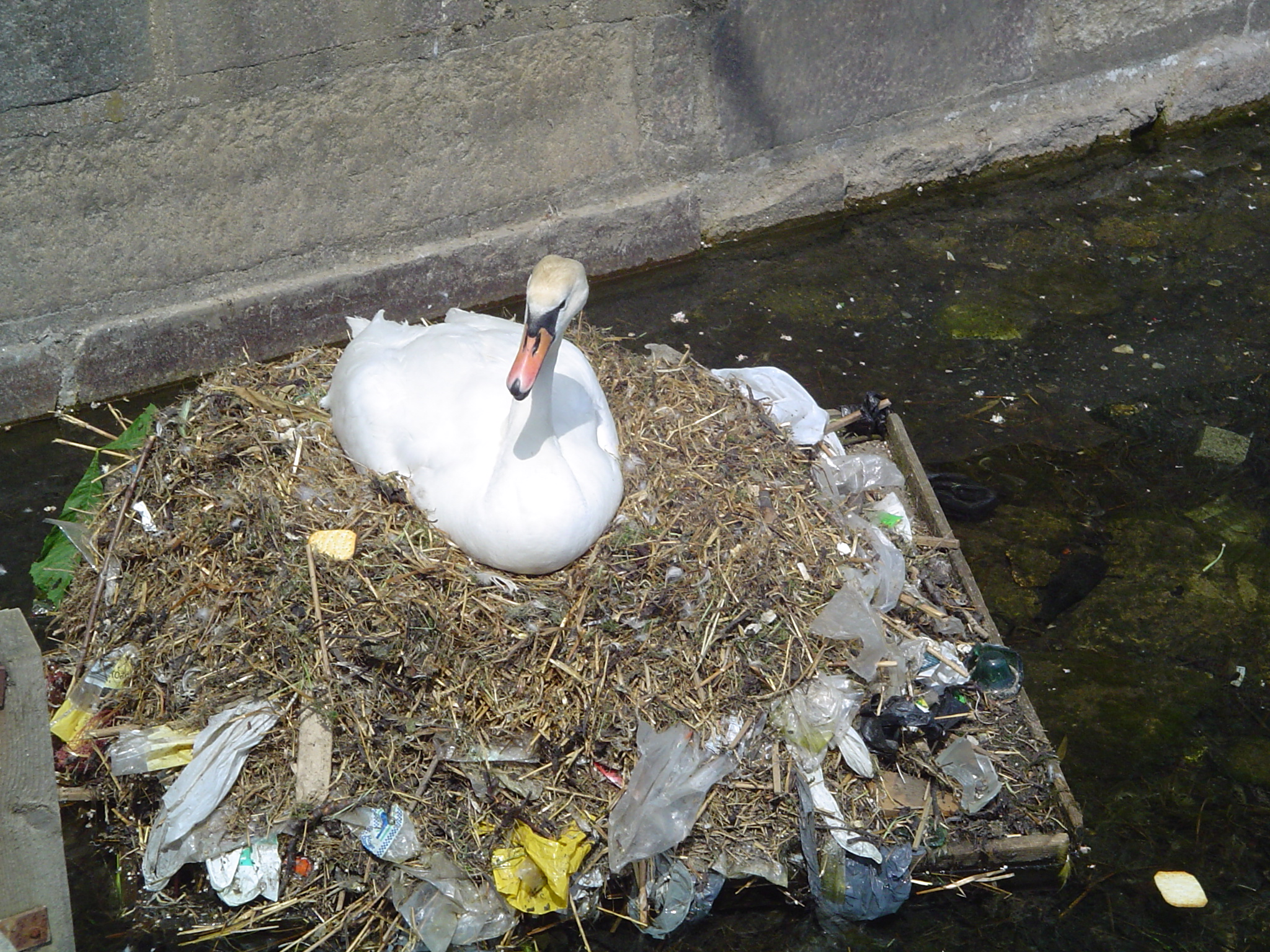
Schwan nistet auf Treibgut

Als Treibgut oder Schwemmgut (regional: Treibsel oder Teek) werden Gegenstände bezeichnet, die im Meer oder Binnengewässern auf der Wasseroberfläche treiben. Der Begriff schließt natürliche Objekte und Gegenstände ein, die durch menschlichen Einfluss in das Wasser gelangt sind.
Auf offener See treibende Objekte werden als Seetrift (seetriftiges Gut) bezeichnet, während man angespültes Treibgut Strandgut nennt.
Angeschwemmte Objekte werden als Geschwemmsel bezeichnet.

## Unterscheidung

### Treibgut natürlichen Ursprungs
Treibgut natürlichen Ursprungs ist entweder pflanzlich, wie Treibholz, Seegras, Algen etc., oder stammt von tierischen Lebewesen wie Muscheln, Schwämme, Tintenfischschulpe oder Federn. Pflanzliches Treibgut kann die Küsten naturbelassener Strände vor Erosion schützen und das Nahrungsangebot für Tiere verbessern. Es baut an der Küste einen Spülsaum auf, an den bestimmte Tier- und Pflanzenarten angepasst sind.

### Treibgut menschlichen Ursprungs
Mittlerweile besteht ein wachsender Anteil des Treibguts aus menschlichem Abfall, der englische Begriff für diesen schwimmenden Meeresmüll ist „marine debris“. Schätzungsweise treiben hunderttausende Tonnen Kunststoff (in unterschiedlichen Größen, inklusive Geisternetze, Mikroplastik und Nanoplastik) durch die Weltmeere, wo sie maßgeblich zur Verschmutzung der Ozeane beitragen.
Ebenfalls zum Treibgut zählen Flaschen, Wrackteile und verlorenes Frachtgut von Schiffen. Die Meeresströmungen komprimieren das Treibgut zu Müllstrudeln, von denen 2015 mindestens sechs bekannt waren.

## Geschichte
Früher stellte Treibgut und Strandgut von gesunkenen Schiffen (Wrackgut) eine zusätzliche Einkommensquelle für Bewohner von Landstrichen dar, in deren Nähe häufiger Schiffe untergingen oder strandeten. Dies wurde bisweilen forciert, indem beispielsweise Leuchtfeuer manipuliert wurden.

## Gefahren und wirtschaftlicher Schaden

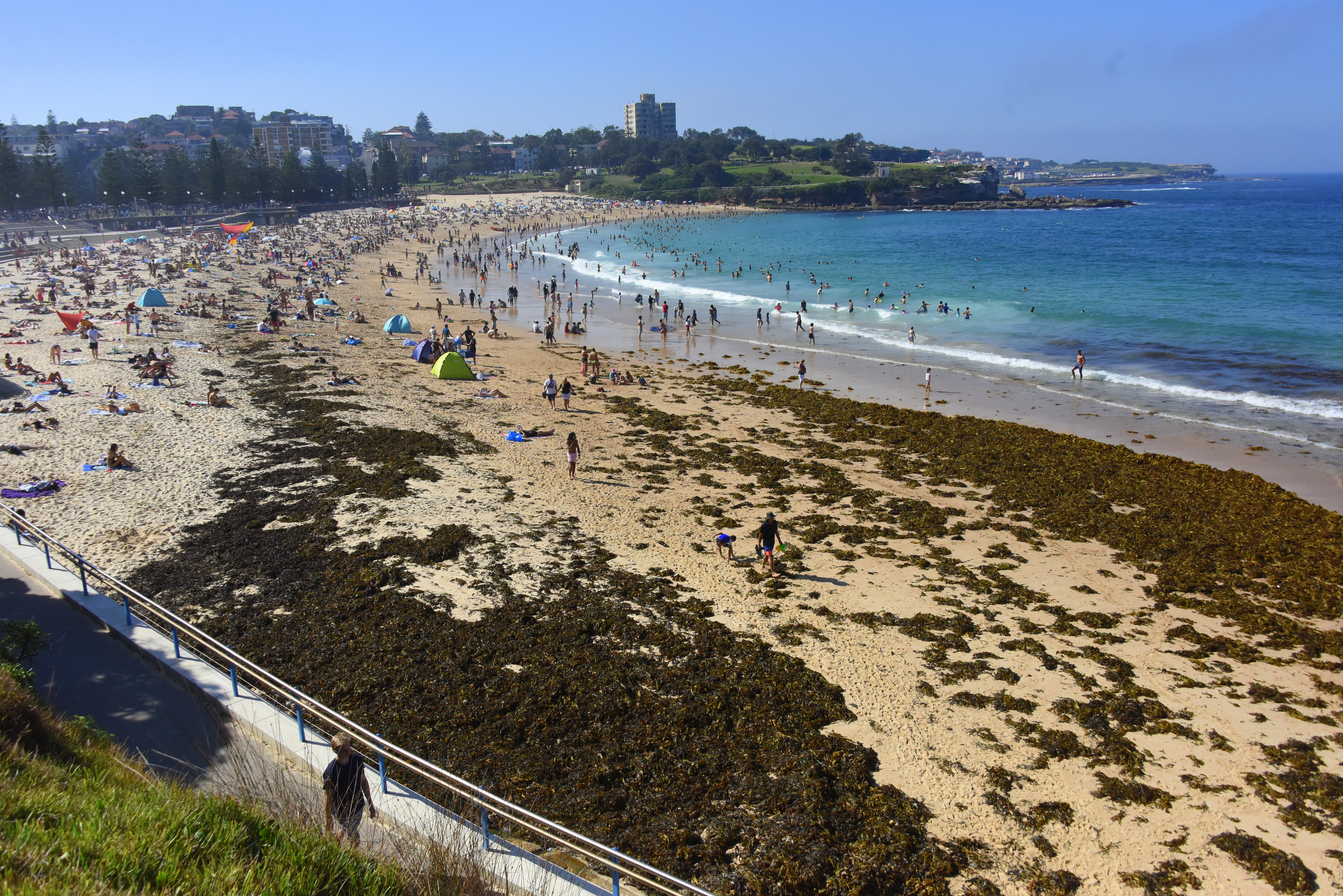
Natürliches Treibgut wie Seegras wird von zahlreichen Badestränden entfernt.

Größere Treibgutteile können für kleinere Wasserfahrzeuge ein Schifffahrtshindernis und eine Gefährdung darstellen und die Ausrüstung von Fischereifahrzeugen beschädigen.
An wasserwirtschaftlichen Anlagen (beispielsweise Wasserkraftwerken) kann Treibgut erhebliche Schäden verursachen. Die Betreiber solcher Anlagen schützen sich vor Treibgut, indem sie vor dem Einlauf einen sogenannten „Treibgutrechen“ anbringen, an dem das Treibgut hängen bleibt und regelmäßig entfernt werden muss.
Bei Hochwasser sammelt sich Treibgut häufig an Brücken, was auch als Verklausung bezeichnet wird. Es entsteht ein erhöhter Druck auf das Bauwerk. Die Belastung kann so groß werden, dass die Brücke zerstört wird, obwohl sie einen vergleichbaren Wasserstand und auch eine ähnliche Strömung ohne Belastung durch Treibgut unbeschädigt überstanden hätte. Die Entfernung von angestautem Treibgut ist somit eine wichtige Maßnahme zur Erhaltung einer Brücke. Bei der Verbauung von Wildbächen wird daher oft ein Schwemmgutsammler vor Brücken platziert, um die Gefahr von Schwemmgut zu reduzieren.

## Forschung

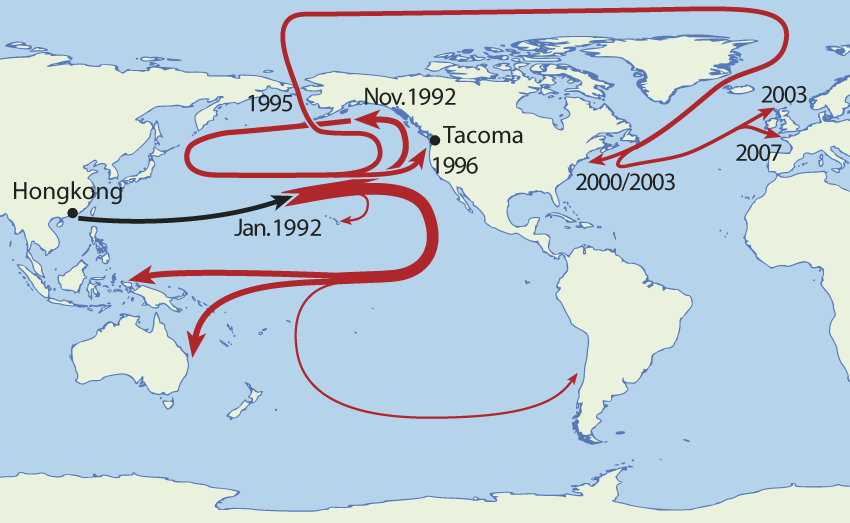
Der Weg der Friendly Floatees durch den Pazifischen Ozean und das Nordpolarmeer in den Atlantik

Von den 2,7 Millionen Tonnen Kunststoff, die jährlich in die Ozeane gelangen, sinkt zwar ein Teil zu Boden, geschätzt 100.000 Tonnen treiben jedoch als Treibgut an der Wasseroberfläche.
Ein eigener Forschungszweig der Meereskunde beschäftigt sich mit der Beobachtung von Treibgutwanderungen über längere Distanzen auf den Weltmeeren, um dadurch genauere Erkenntnisse über Verlauf und Geschwindigkeit von Meeresströmungen zu gewinnen.
Auslöser waren tausende Quietscheentchen und anderes schwimmendes Plastikspielzeug, die 1992 von einem Frachter im Ostpazifik über Bord gegangen waren und seitdem als sogenannte Friendly Floatees auf den Weltmeeren schwimmen.

## Beispiele für Treibgut natürlichen Ursprungs
Viele Naturobjekte, die an den Strand geschwemmt werden, sind beliebte Sammlerstücke oder werden in ihrem Herkunftsregionen an Touristen verkauft oder zu Kunstobjekten verarbeitet.

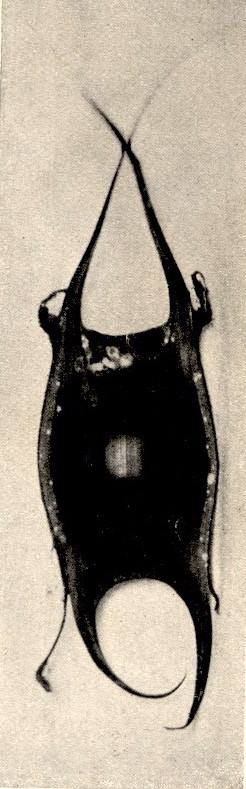
Eikapsel eines Rochens, Deutschland
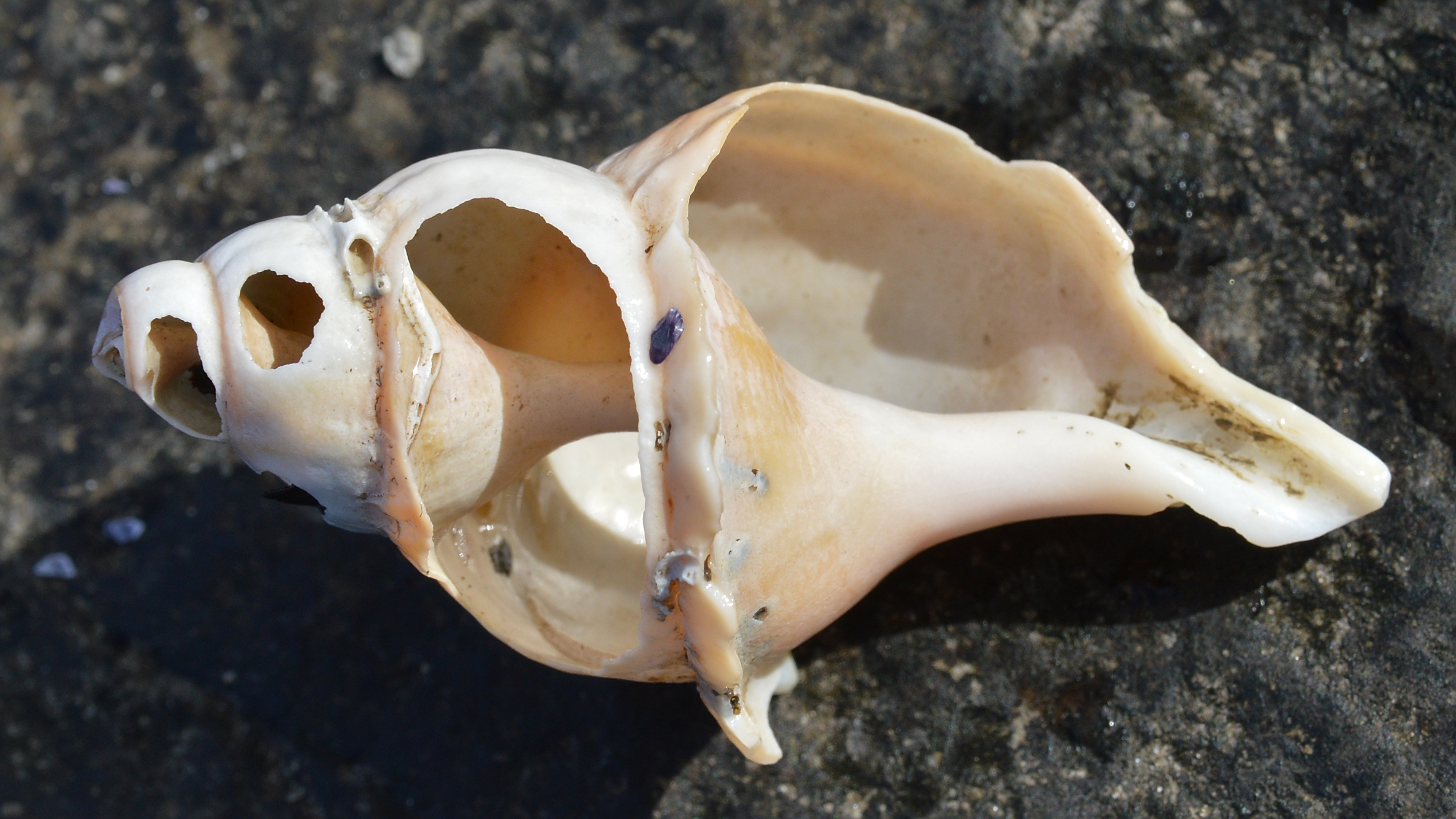
Haus einer Wellhornschnecke, Norwegen
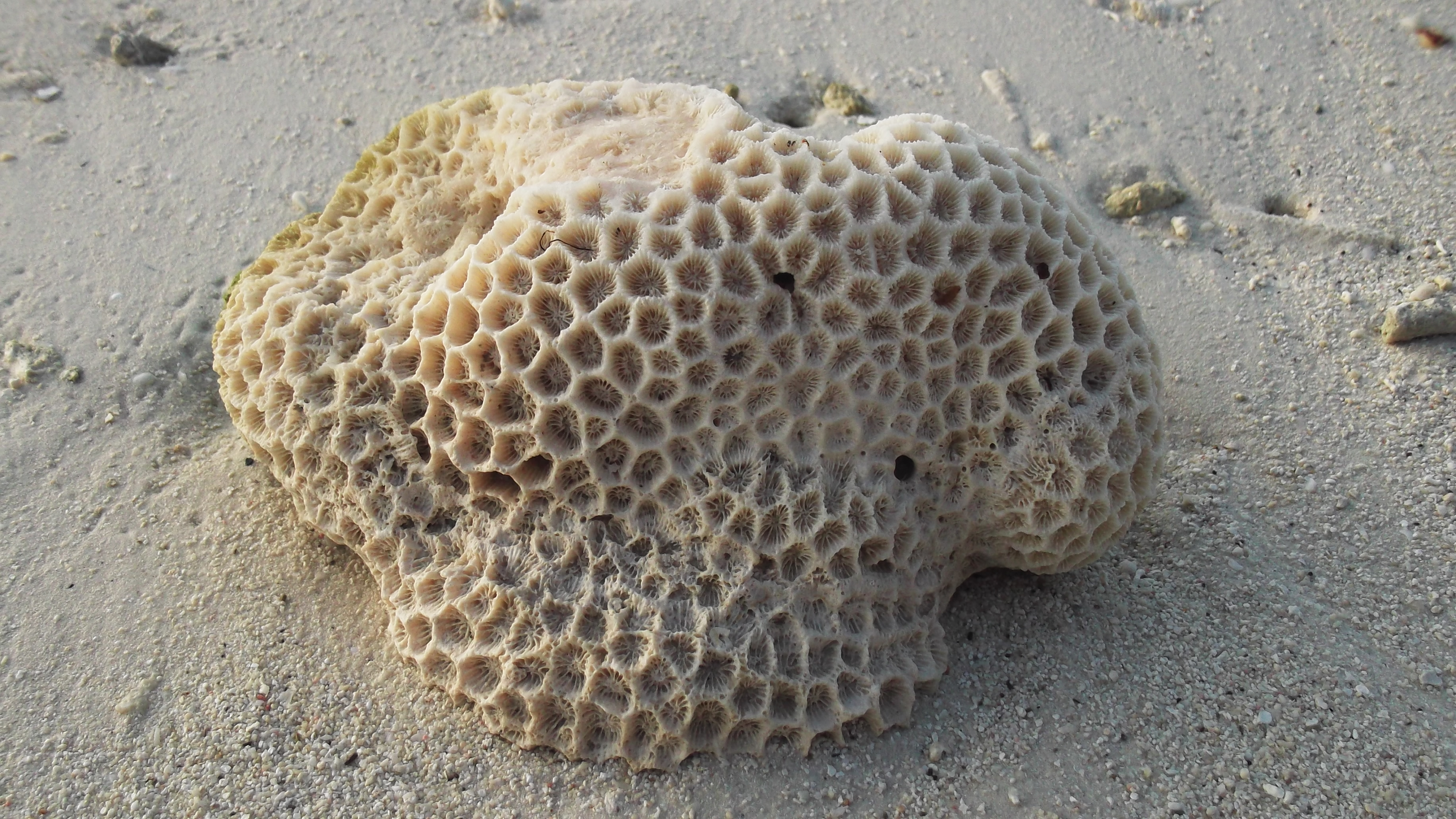
Vor den Malediven angeschwemmtes Stück einer Steinkoralle
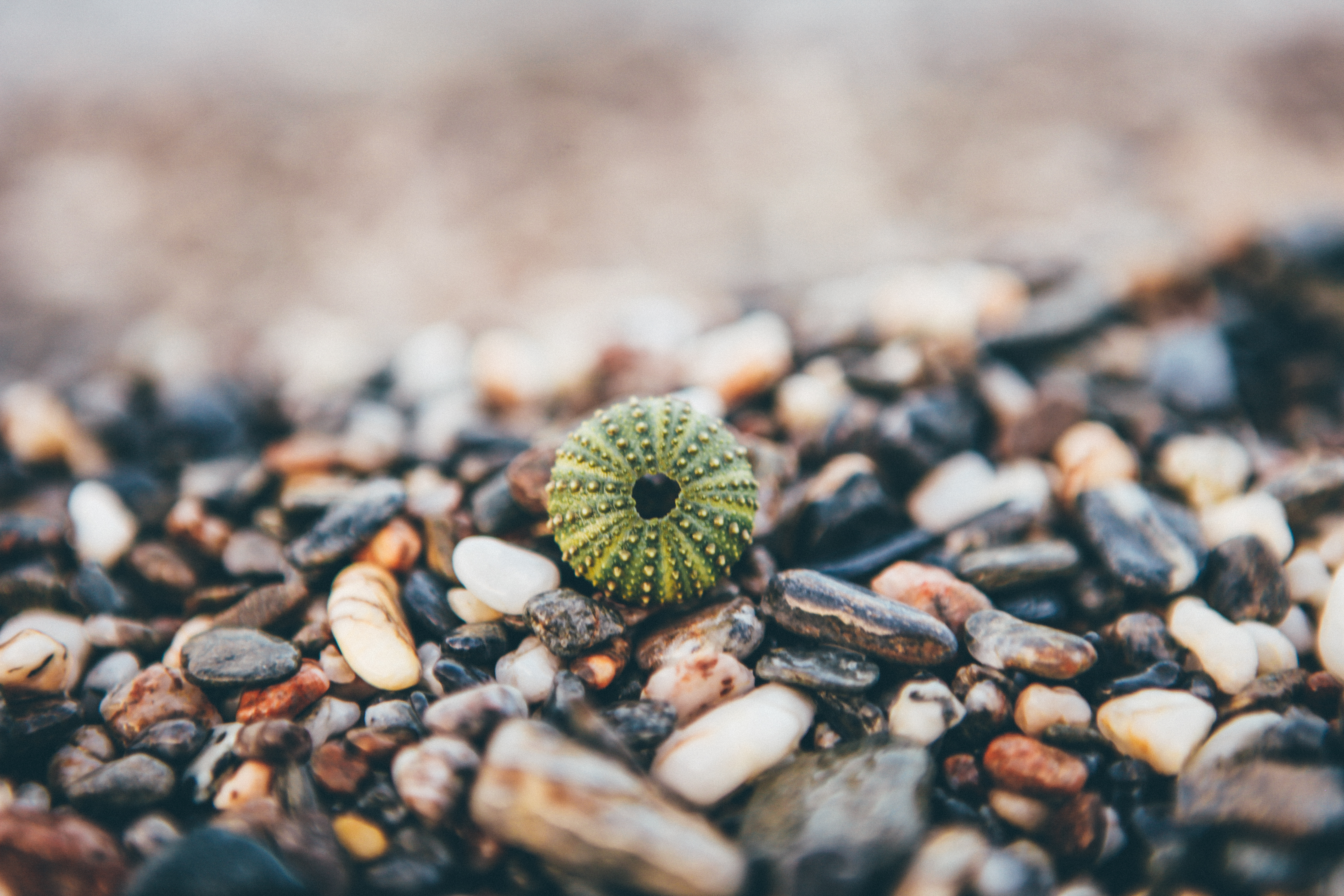
Exoskelett eines Seeigels, Griechenland
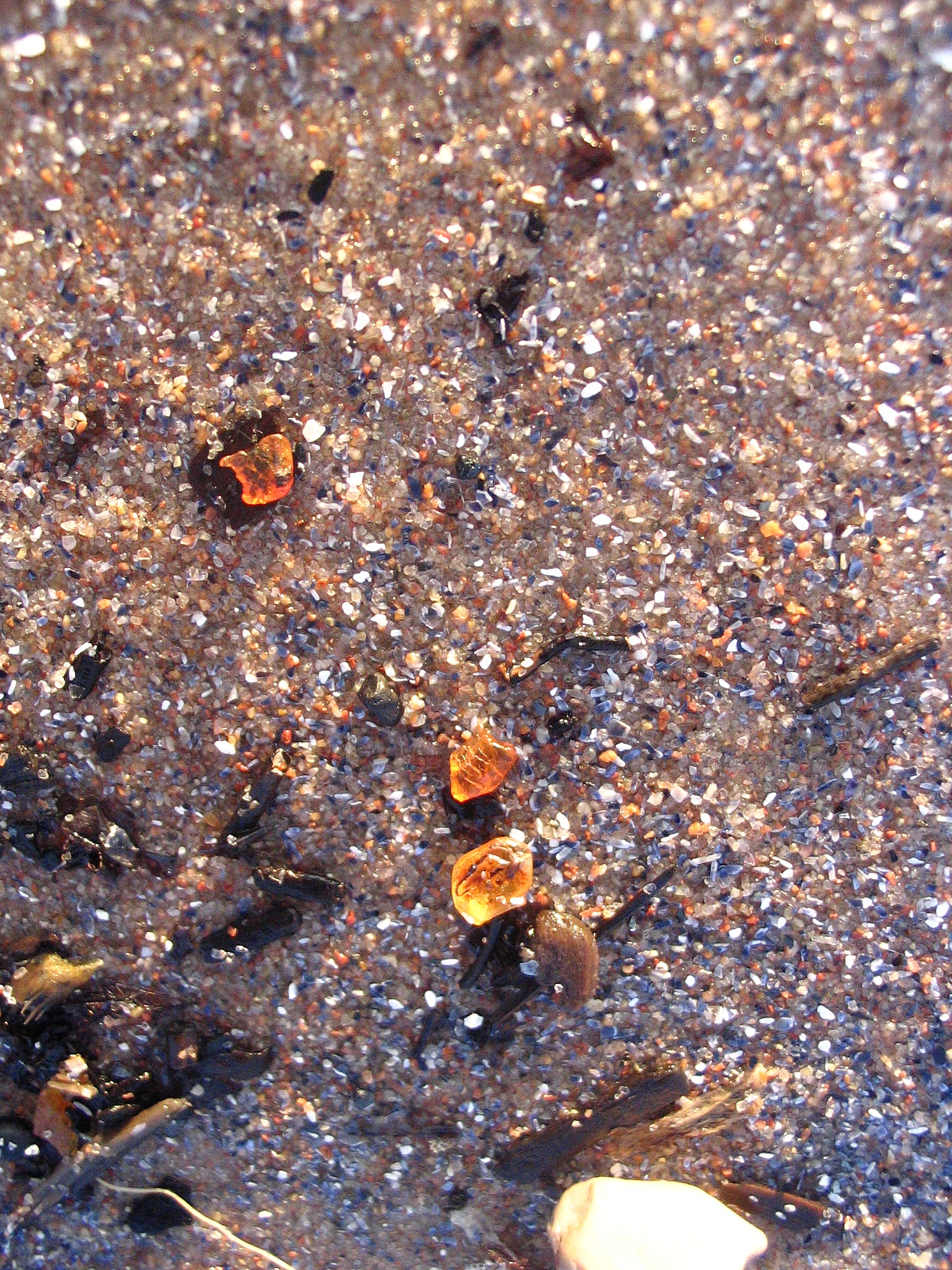
Besonders begehrtes Fundstück: Bernstein
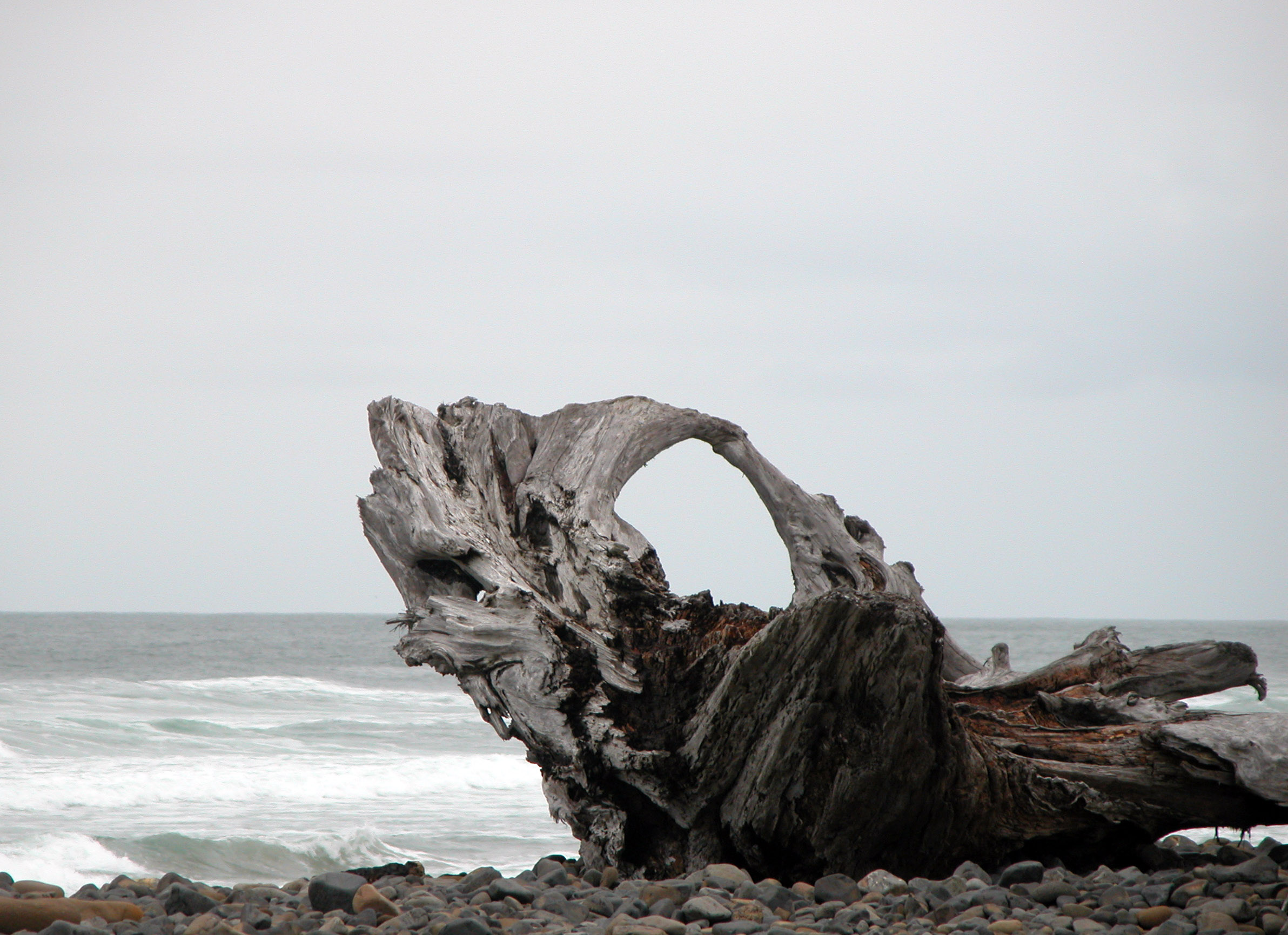
Ein Stück Treibholz